# Theodor Vaillant
Theodor Vaillant (* 14. Februar 1845 in Mannheim; † 29. Oktober 1913 in Metz) war ein deutscher Jurist.

## Leben
Als Sohn eines Frankenthaler Bürgers und Vorstehers der Mannheimer Knabenerziehungsanstalt geboren, wuchs Theodor Vaillant in Mannheim, auf Gut Watthalden bei Ettlingen, Karlsruhe und Speyer auf. Er ging auf das Lyzeum in Karlsruhe und das Gymnasium in Speyer, bevor er in Heidelberg, Berlin und Erlangen Rechtswissenschaften studierte. Während seines Studiums wurde er 1864 Mitglied der Burschenschaft Allemannia Heidelberg und 1868 der Burschenschaft Germania Erlangen. 1870 machte er sein erstes juristisches Staatsexamen und war dann bis 1873 Rechtskandidat in Frankenthal. 1873 legte er in Bayern sein zweites juristisches Staatsexamen ab und war dann bis 1876 als königlich bayerischer Regierungs-Accessist als Hilfsarbeiter der Regierung in Speyer tätig. 1876 wurde er Friedensrichter in Dieuze und 1880 Amtsrichter in Metz, wo er später zum Amtsgerichtsrat und 1898 zum Landgerichtsrat ernannt wurde. Ab 1901 war er wieder als Amtsgerichtsrat und dienstführender Richter bzw. Amtsgerichtsdirektor am Amtsgericht Metz tätig. 1902 wurde er in den Stadtrat von Metz gewählt, 1907 Geheimer Justizrat. Er veröffentlichte juristische Fachbücher und war Dichter des im Allgemeinen Deutschen Kommersbuch enthaltenen Liedes Im Busche singt ein Distelfink.

## Veröffentlichungen (Auswahl)
- Die Invaliditäts- und Altersversicherung (Gesetz vom 22. Juni 1889) für Arbeitsgeber und Arbeiter. Metz 1890.
- Welche Steuern muss ich in Elsass-Lothringen bezahlen? Grundsteuer, Gebäudesteuer, Gewerbesteuer, Wandergewerbesteuer, Kapitalsteuer, Lohn- u. Besoldungssteuer. Metz 1902.
- Das Dienstbotenrecht in Elsass-Lothringen, unter Berücksichtigung der neuen Gemeindeordnung. Metz 1903.
- Das Reichsgesetz betreffend die Invaliditäts- und Altersversicherung vom 22. Juni 1889. 2. vermehrte Auflage, Leipzig 1903.
- Hans. Ein feucht-fröhlich Burschenlied aus Altheidelberg. Kassel 1903.